# Annibale Maria Di Francia

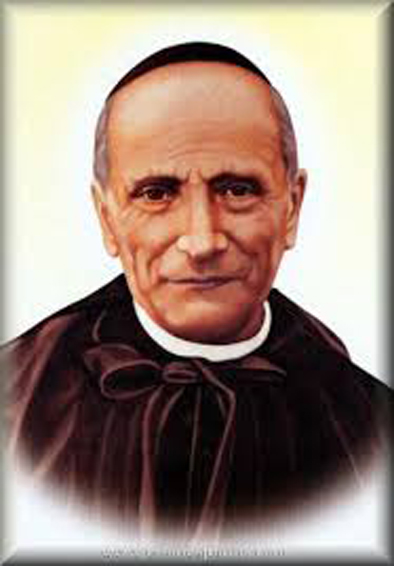
Annibale Maria Di Francia

Annibale Maria Di Francia  (* 5. Juli 1851 in Messina, Italien; † 1. Juni 1927 in Messina) war ein italienischer Priester, Ordensgründer und Heiliger.

## Leben
Annibale, dessen Vater starb, als er wenig mehr als ein Jahr alt war, trat siebenjährig in das Kolleg der Zisterzienser ein und wurde 1878 zum Priester geweiht. Danach widmete er sich hingebungsvoll den Menschen im Armenviertel Avignone am Rande Messinas und rief 1882 ein Waisenhaus ins Leben. 1887 gründete er die Kongregation des Herzens Jesu und 1897 den Orden der Rogationisten, der 1926 päpstlich anerkannt wurde. Heute sind beide Ordensgemeinschaften in der Kongregation der Töchter des Herzens Jesu und der Rogationisten vereint.
Annibale wurde von Papst Johannes Paul II. 1990 selig- und 2004 heiliggesprochen. Sein Gedenktag in der Liturgie ist der 1. Juni.